# Goede Herderkerk (Sint-Oedenrode)
De Goede Herder kerk is een kerkgebouw te Sint-Oedenrode, gelegen aan het Mgr. Bekkersplein 1-3.
Dit kerkgebouw werd gebouwd dankzij een initiatief waarin tevens de (hervormde) Kerk van de Eenheid in Christus tot stand kwam. Het gebouw, ontworpen door Pieter Dijkema (Dijkema & Croonen - Bureau voor architectuur en stedebouw, Nijmegen), werd ingewijd in 1966 door bisschop Bekkers.
Het is een kerkgebouw in modernistische stijl, met een losstaande toren (campanille), vervaardigd uit vier betonnen pijlers. Het klokkengedeelte van de toren is bekleed met hout. Het kerkgebouw is rechthoekig met plat dak, en voor de bouw is gebruikgemaakt van bakstenen muren, beton en hout, terwijl het skelet van staal is. Door een gang verbonden met de kerk is een lagere pastorie met binnentuin.
Het interieur is licht en ruim. Drie groepen kerkbanken zijn gegroepeerd rond het altaar.
Op 6 april 2014 werd deze kerk onttrokken aan de eredienst.